# Lareba variata
Lareba variata är en insektsart som först beskrevs av Ruppel och Delong 1953.  Lareba variata ingår i släktet Lareba och familjen dvärgstritar. Inga underarter finns listade i Catalogue of Life.